# Distretto di Gee
Il distretto di Gee è un distretto della Liberia facente parte della contea di Grand Kru.